# Château de Broughty
Le château de Broughty est situé le long de  la rivière Tay à Broughty Ferry, près de Dundee, en Écosse. 
Il est achevé vers 1495, bien que le site ait été fortifié dès 1454 lorsque George Douglas, 4e comte d'Angus, reçut la permission d'y construire un château. Son fils Archibald Douglas, 5e comte d'Angus, céda le château à la Couronne. 

## Histoire

### LeRough Wooing
Après la défaite écossaise de Pinkie Cleugh le 10 septembre 1547, le château capitula et fut pris par les Anglais.
La position du château était adaptée à la guerre moderne, car le courant de la rivière stat rendait les bombardements navals inefficaces. La garnison anglaise fortifie le château en creusant un fossé autour, à l'aide de conseillers techniques italiens. Andrew Dudley est nommé chef de la garnison, ce qui lui permet de diffuser la Bible Tyndale.
La ville de Dundee apporte son soutien aux Anglais et repousse une attaque du régent écossais Hamilton le 27 octobre 1547. Le comte d'Argyll tente à deux reprises, le 22 novembre 1547 et en janvier 1548, de reprendre le château, sans plus de succès que Hamilton. Le navigateur anglais Thomas Wyndham amena des navires en renfort afin d'éviter tout blocus naval par les Écossais.
Les attaques cessèrent pendant quelque temps lorsque John Luttrell remplaça Dudley à la tête de la garnison et que les Écossais assiégèrent Haddington à partir de mai 1548. Luttrell fit construire une muraille supplémentaire autour du château de Broughty et écrivit en novembre 1548 au duc de Somerset que les remparts construits sur du gazon étaient instables et ne pouvaient être renforcés.
À la Noël 1549, la reine-mère Marie de Guise suggéra lors d'une conférence au château de Stirling que les Français devraient apporter des munitions à Broughty. Douze navires anglais arrivèrent près de Broughty afin de faire face au siège mais le 6 février 1550, Paul de La Barthe de Thermes lança un assaut victorieux et s'infiltra dans le château. Luttrell se rendit le 12 février. Il fut rançonné pour 1,000 £ le 16 mai 1550.

### Guerres des Trois royaumes
Le château fut attaqué en 1651 par l'armée parlementaire menée par George Monck et les défenseurs royalistes s'enfuirent sans combattre. 

### Forteresse militaire aux XIXeet XXesiècles
En 1855, le bureau de la Guerre acheta le château et procéda à des travaux de rénovation en 1860, conduits par Robert Rowand Anderson.

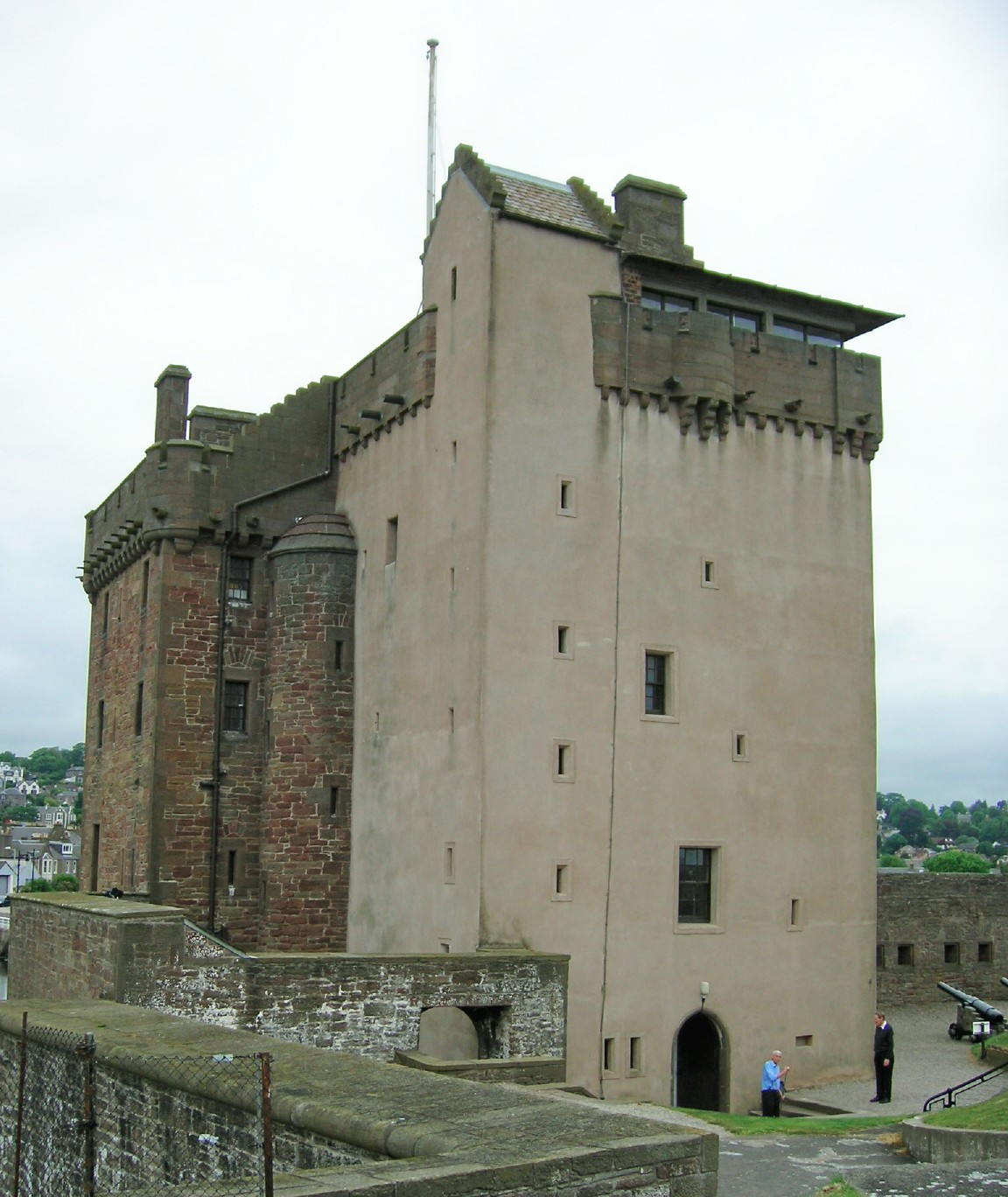

Une garnison resta au château jusqu'en 1932, bien qu'il ait été utilisé comme poste militaire entre 1939 et 1949, pendant la Seconde Guerre mondiale.
En 1969, le château devint un musée.